# Вяземский, Василий Иванович Волк
Князь Василий Иванович Вяземский по прозванию Волк — опричный воевода и окольничий во времена правления Ивана IV Васильевича Грозного.
Из княжеского рода Вяземские. Сын князя Ивана Андреевича Вяземского. Имел братьев воеводу и князя Льва Ивановича и окольничего и оружничего Афанасия Ивановича.

## Биография
В 1568 году пожалован в окольничие, и в сентябре четвёртый посылочный воевода в Государевом полку в походе в Новгород против польского короля. В 1569 году второй воевода из опричнины, послан в Дорогобуж.
Умер в 1571 году.